# Никифоровская летопись
Ники́форовская ле́топись — список второй редакции белорусско-литовской летописи 1446 года, сохранившийся в составе сборника последней четверти XV века. Рукопись ранее принадлежала Николаю Никифорову, откуда и получила своё название. Ныне сборник хранится в Рукописном отделе Библиотеки Российской Академии наук в Санкт-Петербурге.
Сборник представляет собой рукопись в 1/4 с переплётом из досок, обтянутых кожей. Рукопись состоит из 351 листа плотной желтоватой бумаги, написана коричневыми чернилами полууставом XV века, нелетописные тексты сборника — почерками XVI, XVII и XVIII веков. По филиграням (гроздь винограда, бычья голова с крестом под подбородком, бычья голова со стержнем с тремя листьями овальной формы между рогами) рукопись датируется 1464—1491 годами. Нумерация в правом верхнем углу карандашом, внизу листа буквами старославянского алфавита пронумерованы тетради. Имеются надписи на полях — чаще всего белорусской скорописью XVI в., но снизу первого листа есть запись
почерком XVII или начала XVIII века: «Monasterii Minensis s. Spriti», показывающая принадлежность рукописи Минскому монастырю Святого духа. Верхний угол 245 листа и нижние края 241—243 листов истлели или оборваны. Текст иногда идёт у самого края листа, листы в рукописи перепутаны. Титла в летописи отсутствуют.
Состав рукописи: до 66 листа в сборнике идут религиозные тексты, на листах 66-165 — «Сборник о бозе починаем, благослови отче, слово святого Василия от апостол», с 166 по 203 — апокриф о Богородице, 204—211 листы заняты «Временником великих царств, отколе кое царство пошло, и руское княжение святаго отца нашего Никифора, патриарха Коньстянтинаграда, летописець въскоре», на 211—225 листах — «Летописець руских цареи», листы с 226 по 267 оборотный занимает собственно Никифоровская летопись, с 269 по 290 листы идут «Главы наказателны царствии Василия, царя греческого, к сыну его», с 290 по 329 — отрывок поучения и другоме произведения, с 331 по 338 — поучения, листы с 334 по 338 занимает толкование священных текстов, 339—348 — отрывок из описания Иерусалима, 349—350 — отрывок из Большого Катехизиса.
Сохранившаяся на листах рукописи с 226 по 267 оборотный летопись, не имеющая начала и конца, начинается как общерусская летопись, а заканчивается описанием событий в Великом княжестве Литовском после смерти Витовта. Список не содержит «Летописца великих князей литовских», «Похвалы Витовту» и «Повести о Подолье». Записи в летописи краткие, погодовые.
Впервые летопись была издана в 1898 году Сергеем Белокуровым, им также было выполнено описание рукописи. При публикации он восстанавливал недостающие места по Супрасльской летописи в издании Игнатия Даниловича. В 1903 году летопись описал Вячеславом Срезневский, в 1963 году она была более подробно описана авторами «Описания Рукописного отдела Библиотеки Академии наук».
В 1980 году Никифоровская летопись была издана Николаем Улащиком в 35 томе Полного собрания русских летописей.